# Nordisk kombination vid olympiska vinterspelen 1998
Resultat från tävlingarna i nordisk kombination vid olympiska vinterspelen 1998 i Nagano, Japan.

## Individuell

### Herrar
- 20 februari 1998

| Placering | Namn                    | Tid     |
| --------- | ----------------------- | ------- |
| Guld      | Bjarte Engen Vik (NOR)  | 41:21.1 |
| Silver    | Samppa Lajunen (FIN)    | 41:48.6 |
| Brons     | Valerij Stoljarov (RUS) | 41:49.3 |
| 4         | Kenji Ogiwara (JPN)     | 42:42.2 |
| 5         | Milan Kučera (CZE)      | 42:45.8 |
| 6         | Tsugiharu Ogiwara (JPN) | 42:46.4 |
| 7         | Nicolas Bal (FRA)       | 42:46.8 |
| 8         | Mario Stecher (AUT)     | 43:09.9 |

## Lag
- 14 februari 1998

| Placering | Lag                                                                           | Tid     |
| --------- | ----------------------------------------------------------------------------- | ------- |
| Guld      | Norge (Halldor Skard, Kenneth Braaten, Bjarte Engen Vik, Fred Børre Lundberg) | 54.11,5 |
| Silver    | Finland (Samppa Lajunen, Jari Mantila, Tapio Nurmela, Hannu Manninen)         | 55.30,4 |
| Brons     | Frankrike (Sylvain Guillaume, Nicolas Bal, Ludovic Roux, Fabrice Guy)         | 55.53,4 |
| 4         | Österrike (Felix Gottwald, Christophe Eugen, Mario Stecher, Christoph Bieler) | 56.04,6 |
| 5         | Japan (Tsugiharu Ogiwara, Satoshi Mori, Gen Tomii, Kenji Ogiwara)             | 56.18,8 |
| 6         | Tyskland (Jens Deimel, Thorsten Schmitt, Ronny Ackermann, Matthias Looß)      | 56.22,0 |
| 7         | Schweiz (Marco Zarucchi, Andreas Hartmann, Jean-Yves Cuendet, Urs Kunz)       | 56.41,6 |
| 8         | Tjeckien (Marek Fiurasek, Milan Kučera, Jan Matura, Ladislav Rygl)            | 57.04,7 |